# Σコンパクト空間
数学において、位相空間がσコンパクト (σ-compact) であるとは、可算個のコンパクト部分空間の合併であることをいう 。
空間がσ局所コンパクト (σ-locally compact) であるとは、σコンパクトかつ局所コンパクトであることをいう。

## 性質と例
- すべてのコンパクト空間はσコンパクトであり、すべてのσコンパクト空間はリンデレーフ空間である（すなわちすべての開被覆は可算部分被覆を持つ）[3]。逆は成り立たない。例えば、標準的なユークリッド空間 (Rn) はσコンパクトだがコンパクトでなく[4]、実数直線上の下極限位相（英語版）はリンデレーフだが σ コンパクトでない[5]。実は、補可算位相（英語版）はリンデレーフだがσコンパクトでも局所コンパクトでもない[6]。

- σコンパクトかつ局所コンパクトな空間はパラコンパクトである[7]。とくに、多様体がσコンパクトならばパラコンパクトである[8]。逆に、パラコンパクト多様体の連結成分の個数が高々可算個であればσコンパクトである[8]。

- ハウスドルフベール空間がσコンパクトでもあれば少なくとも1点で局所コンパクトでなければならない。

- G が位相群で G が1点で局所コンパクトであれば、G はすべての点で局所コンパクトである。したがって、直前の性質より、G がσコンパクトハウスドルフ位相群でベール空間でもあれば、G は局所コンパクトである。これはハウスドルフ位相群がベール空間でもあればσコンパクト性から局所コンパクト性が従うことを示している。

- 直前の性質より例えば Rω はσコンパクトでない。なぜならば、仮にσコンパクトとすると、Rω は位相群であってベール空間でもあるから、局所コンパクトでなければならない。

- すべての半コンパクト空間（英語版）はσコンパクトである[9]。しかしながら、逆は正しくない[9]。例えば、有理数全体からなる空間に通常の位相を入れると σ コンパクトだが半コンパクトではない。

- σコンパクト空間の有限個の積はσコンパクトである。しかしながら、σコンパクト空間の無限個の積はσコンパクトとは限らない[9]。

- σコンパクト空間 X が第二類(resp. ベール) であることと X が局所コンパクトであるような点の集合が X において空でない（resp. 稠密である）ことは同値である[10]。